# Henry Hatsworth in the Puzzling Adventure
Henry Hatsworth in the Puzzling Adventure è un videogioco a piattaforme del 2009 pubblicato da Electronic Arts per Nintendo DS.

## Modalità di gioco
Henry Hatsworth in the Puzzling Adventure è un ibrido platform-videogioco rompicapo. Nello schermo touch della console portatile è presente un puzzle game in stile Tetris Attack, mentre in quello superiore si controlla il protagonista eponimo.